# المنزل المسكون 2
المنزل المسكون 2 (بالإنجليزية: A Haunted House 2)‏ هو فيلم كوميدي تم إنتاجه في الولايات المتحدة وصدر في سنة 2014. الفيلم من إخراج مايكل تيدز وكتابة مارلون ويانز. من بطولة مارلون ويانز وجايمي بريسلي وايسانس اتكنز وغابريال اغليسياس وسيدريك ذا انترتينر.

## القصة
في إطار مشوق ومثير ممزوج بالكثير من الرعب، تدور الأحداث عقب فقدانه لحبيبته (كيشا) في حادث سيارة، يقرر (مالكوم) بدء حياته من جديد بالزواج من (ميجان)، وهي أم لطفلين، لكن فجأة تعود الظواهر الخارقة

## الميزانية والإيرادات
بلغت تكلفة إنتاج الفيلم حوالي 4 ملايين دولار بينما حقق أرباحا تقدر بـ 23,959,486 دولار.

## وصلات خارجية
- المنزل المسكون 2 على موقع IMDb (الإنجليزية)
- المنزل المسكون 2 على موقع ميتاكريتيك (الإنجليزية)
- المنزل المسكون 2 على موقع روتن توميتوز (الإنجليزية)
- المنزل المسكون 2 على موقع نتفليكس (الإنجليزية)
- المنزل المسكون 2 على موقع قاعدة بيانات الأفلام العربية
- المنزل المسكون 2 على موقع ألو سيني (الفرنسية)
- المنزل المسكون 2 على موقع بوكس أوفيس موجو (الإنجليزية)
- المنزل المسكون 2 على موقع فيلمافينيتي (الإسبانية)
- المنزل المسكون 2 على موقع قاعدة بيانات الفيلم (الإنجليزية)
- المنزل المسكون 2 على موقع ليتربوكسد (الإنجليزية)